# Pratviel
Pratviel é uma comuna francesa na região administrativa da Occitânia, no departamento de Tarn. Estende-se por uma área de 7.11 km², e possui 88 habitantes, segundo o censo de 2018, com uma densidade de 12 hab/km².